# Gepiron
Gepiron (Ariza, Variza, BMY-13,805, ORG-13,011) je psihoaktivni lek i israživačka hemikalija iz piperazinske i azapironske hemijske klase. On je u kliničkim istraživanjima u formi doziranja sa produženim oslobađanjem kao anksiolitik i antidepresiv. Njegovo farmakološko dejstvo je sastoji od selektivnog parcijalnog agonizma na  receptoru .
Gepirone nije odobren za upotrebu na ljudima.

## Sinteza
Jedan od mogućih sintetičkih puteva je: